# Sent Bibian de Medòc
Sent Vivian dau Medòc (en francès Saint-Vivien-de-Médoc) és un municipi francès situat al departament de la Gironda i a la regió de la Nova Aquitània.

## Demografia
| 1962                                       | 1968  | 1975  | 1982  | 1990  | 1999  | 2007  |
| ------------------------------------------ | ----- | ----- | ----- | ----- | ----- | ----- |
| 1.009                                      | 1.018 | 1.096 | 1.161 | 1.282 | 1.365 | 1.497 |
| Des de 1962: població sense dobles comptes |       |       |       |       |       |       |

## Administració
| Període   | Identitat            | Partit |
| --------- | -------------------- | ------ |
| 1945-1947 | Jean Metayer         | SFIO   |
| 1947-1959 | Gaston Villeneuve    |        |
| 1959-1965 | François Dillemann   |        |
| 1965-1993 | Jacques Noël         | PS     |
| 1994-2008 | Jeanne Baudray       | PS     |
| 2008-     | Jean-Pierre Dubernet |        |